# Falcileptoneta speciosa
Espèce
Synonymes
- Leptoneta speciosa Komatsu, 1957

Falcileptoneta speciosa est une espèce d'araignées aranéomorphes de la famille des Leptonetidae.

## Distribution
Cette espèce est endémique de Honshū au Japon. Elle se rencontre dans la préfecture de Nagano.

## Description
La femelle holotype mesure 2,2 mm

## Publication originale
- Komatsu, 1957 : Some new cave spiders in Japan. Acta arachnologica, vol. 14, p. 67-73 (texte intégral).